# SLC7A6OS
SLC7A6OS (англ. Solute carrier family 7 member 6 opposite strand) – білок, який кодується однойменним геном, розташованим у людей на 16-й хромосомі. Довжина поліпептидного ланцюга білка становить 309 амінокислот, а молекулярна маса — 35 028.
| 10         |  | 20         |  | 30         |  | 40         |  | 50         |
| ---------- |  | ---------- |  | ---------- |  | ---------- |  | ---------- |
| MEAARTAVLR |  | VKRKRSAEPA |  | EALVLACKRL |  | RSDAVESAAQ |  | KTSEGLERAA |
| ENNVFHLVAT |  | VCSQEEPVQP |  | LLREVLRPSR |  | DSQQRVRRNL |  | RASAREVRQE |
| GRYRVLSSRR |  | SLGTTSSGQE |  | SEYTPGNPEA |  | AGNSGFQLLD |  | LVHEEGEPEA |
| ASAGSCKTSD |  | PDVILCNSVE |  | LIRERLTVSE |  | DGPGVRRQEE |  | QKHDDYVYDI |
| YYLETATPGW |  | IENILSVQPY |  | SQEWELVNDD |  | QEPEDIYDDE |  | DDENSENNWR |
| NEYPEEESSD |  | GDEDSRGSAD |  | YNSLSEEERG |  | SSRQRMWSKY |  | PLDVQKEFGY |
| DSPHDLDSD  |  |            |  |            |  |            |  |            |

A: Аланін

C: Цистеїн

D: Аспарагінова кислота

E: Глутамінова кислота

F: Фенілаланін

G: Гліцин

H: Гістидин

I: Ізолейцин

K: Лізин

L: Лейцин

M: Метіонін

N: Аспарагін

P: Пролін

Q: Глутамін

R: Аргінін

S: Серин

T: Треонін

V: Валін

W: Триптофан

Кодований геном білок за функцією належить до фосфопротеїнів. 
Задіяний у таких біологічних процесах, як транспорт, транспорт білків. 
Локалізований у цитоплазмі, ядрі.